# NGC 5424
NGC 5424 (również PGC 50035 lub UGC 8956) – galaktyka soczewkowata (S0), znajdująca się w gwiazdozbiorze Wolarza. Odkrył ją Wilhelm Tempel 25 kwietnia 1883 roku.